# 上海轨道交通20号线
上海轨道交通20号线，为上海轨道交通建设中的一条线路，编列在市城轨第三期建设规划（2018—2023年）中。在建的一期工程（含一期东延伸），全长28.4公里、全部为地下线，大致沿交通路–新村路–广中（西）路–广灵一路–水电路–场中路–政立路–嫩江路–启帆路走行，设21座车站，设真如停车场、华东路二处车辆基地。
在核定和规划阶段，本线路被划分为三个部分：一期西段（交通路–上海马戏城）、一期东段（上海马戏城–共青森林公园）、一期东延伸（共青森林公园–北新园路）。其中一期西段、一期东段属于《上海市城市轨道交通第三期建设规划（2018—2023年）》编列范围，2018年12月取得发改委批复；一期东延伸属于《第三期建设规划（2018—2023年）调整》编列范围，2022年6月取得发改委批复。
一期东端新园路站曾规划有向南延伸的“二期工程”。西端交通路站远期规划向西北方向延伸，服务桃浦智创城核心区。
20号线的线路标识色为 C=93 M=0 Y=78 K=0。

## 沿革

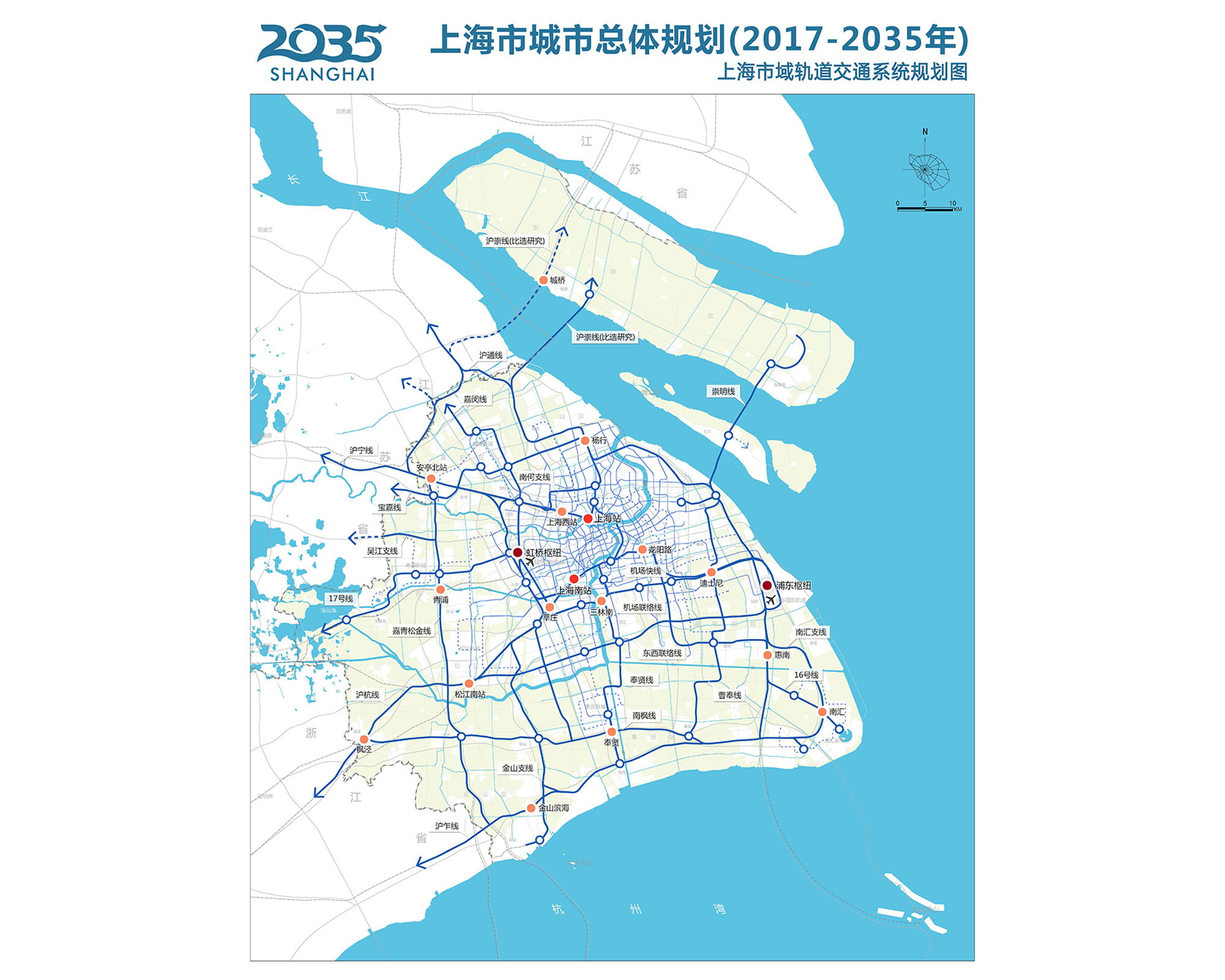
上海市城市总体规划（2017-2035年）
市域轨道交通系统规划图

- 2016年4月18日 首次在《上海市轨道交通近期建设规划（2017-2025）》公示中出现[4]

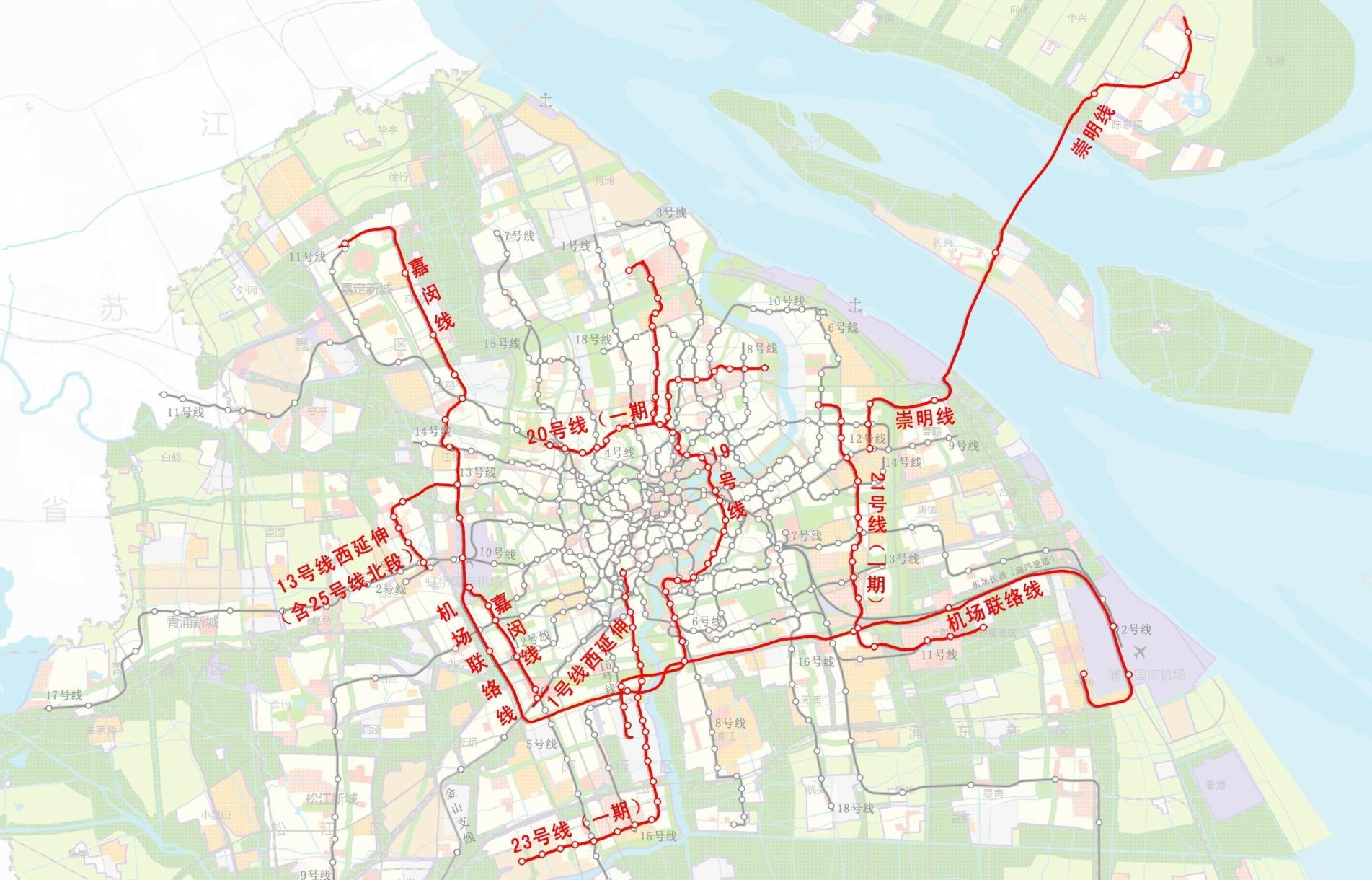
上海市城市轨道交通第三期建设规划（2018～2023年）示意图

- 2018年12月11日 依《上海市城市轨道交通第三期建设规划（2018～2023年）》取得国家发改委批复（发改基础〔2018〕1831号）
- 2022年5月31日 一期工程西段选线专项规划公示[5]
- 2022年9月5日 一期工程西段可行性研究报告获批[6]
- 2022年9月13日 一期工程西段环境影响评价公示[7]
- 2022年9月23日 环境影响评价报批前公示[7]
- 2022年10月24日 上海市环保局受理一期工程西段环境影响评价报告书[8]
- 2022年11月15日 上海市环保局批准一期工程西段环境影响评价报告书[9][10]
- 2022年12月15日 一期西段正式开工[11]
- 2023年5月12日 一期东段选线专项规划公示（随后公示文件被撤下），同时微调一期西段部分线路[12]；上海西站站开始实质性施工，交通路部分路段改为单向单车道行驶[13]
- 2023年6月6日 重新发布了除日期外与5月12日公示内容完全相同的一期东段选线规划公示[14]
- 2024年3月11日 一期东延伸选线公示[15]
- 2024年9月23日 一期东段及东延伸环境影响评价公示[16]
- 2024年10月12日 一期东段及东延伸环境影响评价报批前公示[16]
- 2024年11月4日 上海市环境保护局受理环境影响报告书[17]
- 2024年12月16日 上海市环境保护局批复环境影响报告书[18][19]
- 2024年12月30日 一期东段及东延伸开工[20]
- 2025年6月16日至9月20日，对真如停车场出入段线下穿的真华路地道封闭施工，以截除其妨碍地铁穿越的桩基[21]。

## 车站一覽

### 换乘站
- 111520上海西站 — 换乘11号线、15号线 站厅换乘
- 720新村路 — 换乘7号线 通道换乘
- 120上海馬戲城 — 换乘1号线 通道换乘
- 1920凉城路 — 换乘19号线 由交通路方向至上海宝山站方向，由北新园路方向至虹建路方向跨站台换乘，其余方向垂直换乘
- 320江灣鎮 — 换乘3号线 通道换乘
- 1820上海財經大學 — 换乘18号线 站厅换乘
- 1020三門路 — 换乘10号线 通道换乘
- 820嫩江路 — 换乘8号线 至沈杜公路方向为垂直换乘，20号线站厅与8号线站台联通，至市光路方向为通道换乘

| 阶段       | 站名 (工程名)         | 里程 （米） | 站间距 （米） | 换乘路线                   | 所在地   | 车站形式                             | 开门方向注1                             |
| ---------- | --------------------- | ----------- | ------------- | -------------------------- | -------- | ------------------------------------ | --------------------------------------- |
| 一期西段   | 交通路 (金昌路)       |             |               | —                          | 普陀区   | 地下二层岛式                         | 左側                                    |
| 一期西段   | 上海西站              |             |               | █ 11号线 █ 15号线 上海西站 | 普陀区   | 地下二层岛式                         | 左側                                    |
| 一期西段   | 真华路 (广泉路)       |             |               | —                          | 普陀区   | 地下二层岛式                         | 左側                                    |
| 一期西段   | 新村路                |             |               | █ 7号线                    | 普陀区   | 地下三层岛式                         | 左側                                    |
| 一期西段   | 平利路                |             |               | —                          | 普陀区   | 地下二层岛式                         | 左側                                    |
| 一期西段   | 大宁公园 (彭越浦路)   |             |               | —                          | 静安区   | 地下二层岛式                         | 左側                                    |
| 一期西段   | 上海马戏城            |             |               | █ 1号线                    | 静安区   | 地下三层岛式                         | 左側                                    |
| 一期东段   | 凉城路                |             |               | █ 19号线                   | 虹口区   | 地下三层、四层 与 █ 19号线组成叠岛式 | 左側（北新園路方向） 右側（交通路方向） |
| 一期东段   | 广灵二路              |             |               | —                          | 虹口区   | 地下二层岛式                         | 左側                                    |
| 一期东段   | 车站南路              |             |               | —                          | 虹口区   | 地下二层侧式                         | 右側                                    |
| 一期东段   | 万安路                |             |               | —                          | 虹口区   | 地下二层岛式                         | 左側                                    |
| 一期东段   | 江湾镇                |             |               | █ 3号线                    | 杨浦区   | 地下四层岛式                         | 左側                                    |
| 一期东段   | 上海财经大学          |             |               | █ 18号线                   | 杨浦区   | 地下三层岛式                         | 左側                                    |
| 一期东段   | 三门路                |             |               | █ 10号线                   | 杨浦区   | 地下三层岛式                         | 左側                                    |
| 一期东段   | 上海体育大学 (国和路) |             |               | —                          | 杨浦区   | 地下二层侧式                         | 右側                                    |
| 一期东段   | 嫩江路                |             |               | █ 8号线                    | 杨浦区   | 地下三层岛式                         | 左側                                    |
| 一期东段   | 共青森林公园          |             |               | —                          | 杨浦区   | 地下三层岛式                         | 左側                                    |
| 一期东延伸 | 浦东北路              |             |               | █ 21号线(远期)             | 浦东新区 | 地下三层岛式                         | 左側                                    |
| 一期东延伸 | 张杨北路              |             |               | —                          | 浦东新区 | 地下二层岛式                         | 左側                                    |
| 一期东延伸 | 台南西路 (杨高北路)   |             |               | —                          | 浦东新区 | 地下二层岛式                         | 左側                                    |
| 一期东延伸 | 北新园路 (新园路)     |             |               | —                          | 浦东新区 | 地下二层岛式                         | 左側                                    |

- 注1：依列车行驶方向而言。